# Milano–Sanremo 2025
Milano–Sanremo 2025 var den 116:e upplagan av det italienska cykelloppet Milano–Sanremo. Tävlingen avgjordes den 22 mars 2025 med start i Pavia och målgång i Sanremo. Loppet var en del av UCI World Tour 2025 och vanns av nederländske Mathieu van der Poel från cykelstallet Alpecin–Deceuninck.

## Deltagande lag
| WorldTeams (18)- EF Education-EasyPost - Alpecin-Deceuninck - Arkéa-B&B Hotels - XDS Astana Team - Bahrain-Victorious - Cofidis - Decathlon AG2R La Mondiale Team - Groupama-FDJ - Ineos Grenadiers - Intermarché-Wanty - Lidl-Trek - Movistar Team - Red Bull-BORA-hansgrohe - Soudal Quick-Step - Team Picnic-PostNL - Team Jayco AlUla - Team Visma \| Lease a Bike - UAE Team Emirates XRG ProTeams (7)- Uno-X Mobility - Lotto - Q36.5 Pro Cycling Team - Israel-Premier Tech - Solution Tech-Vini Fantini - Tudor Pro Cycling Team - VF Group-Bardiani CSF-Faizanè |
| |

## Resultat
| \| Totaltävlingen \| Totaltävlingen \| Totaltävlingen \| Totaltävlingen \| Totaltävlingen \| \| Cyklist \| Cyklist \| Lag \| Tid \| \| \| -------------- \| --------------------- \| -------------------------- \| -------------- \| -------------- \| \| 1. \| Mathieu van der Poel \| Alpecin-Deceuninck \| 6t 22' 53" \| \| \| 2. \| Filippo Ganna \| Ineos Grenadiers \| + 0" \| \| \| 3. \| Tadej Pogačar \| UAE Team Emirates XRG \| + 0" \| \| \| 4. \| Michael Matthews \| Team Jayco AlUla \| + 43" \| \| \| 5. \| Kaden Groves \| Alpecin-Deceuninck \| + 43" \| \| \| 6. \| Magnus Cort \| Uno-X Mobility \| + 43" \| \| \| 7. \| Mads Pedersen \| Lidl-Trek \| + 43" \| \| \| 8. \| Olav Kooij \| Team Visma \\| Lease a Bike \| + 43" \| \| \| 9. \| Matteo Trentin \| Tudor Pro Cycling Team \| + 43" \| \| \| 10. \| Fred Wright \| Bahrain Victorious \| + 43" \| \| \| 11. \| Mike Teunissen \| XDS Astana Team \| + 43" \| \| \| 12. \| Corbin Strong \| Israel-Premier Tech \| + 43" \| \| \| 13. \| Isaac Del Toro \| UAE Team Emirates XRG \| + 43" \| \| \| 14. \| Biniam Girmay \| Intermarché-Wanty \| + 43" \| \| \| 15. \| Alex Aranburu \| Cofidis \| + 43" \| \| \| 16. \| Ben Tulett \| Team Visma \\| Lease a Bike \| + 43" \| \| \| 17. \| Mikkel Frølich Honoré \| EF Education-EasyPost \| + 43" \| \| \| 18. \| Edoardo Zambanini \| Bahrain Victorious \| + 43" \| \| \| 19. \| Maxim Van Gils \| Red Bull-Bora-Hansgrohe \| + 43" \| \| \| 20. \| Jon Barrenetxea \| Movistar Team \| + 43" \| \| |                       |                            |            |
| |                       |                            |            |
| Källa: ProCyclingStats |                       |                            |            |
| Totaltävlingen |                       |                            |            |
| Cyklist | Cyklist               | Lag                        | Tid        |
| 1. | Mathieu van der Poel  | Alpecin-Deceuninck         | 6t 22' 53" |
| 2. | Filippo Ganna         | Ineos Grenadiers           | + 0"       |
| 3. | Tadej Pogačar         | UAE Team Emirates XRG      | + 0"       |
| 4. | Michael Matthews      | Team Jayco AlUla           | + 43"      |
| 5. | Kaden Groves          | Alpecin-Deceuninck         | + 43"      |
| 6. | Magnus Cort           | Uno-X Mobility             | + 43"      |
| 7. | Mads Pedersen         | Lidl-Trek                  | + 43"      |
| 8. | Olav Kooij            | Team Visma \| Lease a Bike | + 43"      |
| 9. | Matteo Trentin        | Tudor Pro Cycling Team     | + 43"      |
| 10. | Fred Wright           | Bahrain Victorious         | + 43"      |
| 11. | Mike Teunissen        | XDS Astana Team            | + 43"      |
| 12. | Corbin Strong         | Israel-Premier Tech        | + 43"      |
| 13. | Isaac Del Toro        | UAE Team Emirates XRG      | + 43"      |
| 14. | Biniam Girmay         | Intermarché-Wanty          | + 43"      |
| 15. | Alex Aranburu         | Cofidis                    | + 43"      |
| 16. | Ben Tulett            | Team Visma \| Lease a Bike | + 43"      |
| 17. | Mikkel Frølich Honoré | EF Education-EasyPost      | + 43"      |
| 18. | Edoardo Zambanini     | Bahrain Victorious         | + 43"      |
| 19. | Maxim Van Gils        | Red Bull-Bora-Hansgrohe    | + 43"      |
| 20. | Jon Barrenetxea       | Movistar Team              | + 43"      |

## Startlista
| Alpecin-Deceuninck ADC                            | Alpecin-Deceuninck ADC     | Alpecin-Deceuninck ADC |
| ------------------------------------------------- | -------------------------- | ---------------------- |
| #                                                 | Cyklist                    | Placering              |
| 1                                                 | Jasper Philipsen (BEL)     | 163.                   |
| 2                                                 | Silvan Dillier (SUI)       | DNF                    |
| 3                                                 | Kaden Groves (AUS)         | 5.                     |
| 4                                                 | Quinten Hermans (BEL)      | 45.                    |
| 5                                                 | Xandro Meurisse (BEL)      | 140.                   |
| 6                                                 | Oscar Riesebeek (NED)      | 167.                   |
| 7                                                 | Mathieu van der Poel (NED) | 1.                     |
| Sportchef : Christoph Roodhooft, Frederik Willems |                            |                        |

| Arkéa-B&B Hotels ARK                         | Arkéa-B&B Hotels ARK     | Arkéa-B&B Hotels ARK |
| -------------------------------------------- | ------------------------ | -------------------- |
| #                                            | Cyklist                  | Placering            |
| 11                                           | Kévin Vauquelin (FRA)    | 41.                  |
| 12                                           | Anthony Delaplace (FRA)  | 75.                  |
| 13                                           | Raúl García Pierna (ESP) | 82.                  |
| 14                                           | Thibault Guernalec (FRA) | 70.                  |
| 15                                           | Victor Guernalec (FRA)   | 104.                 |
| 16                                           | Mathis Le Berre (FRA)    | 158.                 |
| 17                                           | Alessandro Verre (ITA)   | 160.                 |
| Sportchef : Sébastien Hinault, Yvon Ledanois |                          |                      |

| Bahrain Victorious TBV                         | Bahrain Victorious TBV  | Bahrain Victorious TBV |
| ---------------------------------------------- | ----------------------- | ---------------------- |
| #                                              | Cyklist                 | Placering              |
| 21                                             | Matej Mohorič (SLO)     | 100.                   |
| 22                                             | Damiano Caruso (ITA)    | 80.                    |
| 23                                             | Kamil Gradek (POL)      | 123.                   |
| 24                                             | Andrea Pasqualon (ITA)  | 108.                   |
| 25                                             | Robert Stannard (AUS)   | 50.                    |
| 26                                             | Fred Wright (GBR)       | 10.                    |
| 27                                             | Edoardo Zambanini (ITA) | 18.                    |
| Sportchef : Franco Pellizotti, Sonny Colbrelli |                         |                        |

| Cofidis COF                                   | Cofidis COF                    | Cofidis COF |
| --------------------------------------------- | ------------------------------ | ----------- |
| #                                             | Cyklist                        | Placering   |
| 31                                            | Alex Aranburu (ESP) (landsväg) | 15.         |
| 32                                            | Jonathan Lastra (ESP)          | 73.         |
| 33                                            | Jan Maas (NED)                 | 118.        |
| 34                                            | Nolann Mahoudo (FRA)           | 121.        |
| 35                                            | Paul Ourselin (FRA)            | 116.        |
| 36                                            | Sergio Samitier (ESP)          | 125.        |
| 37                                            | Damien Touzé (FRA)             | 164.        |
| Sportchef : Roberto Damiani, Bingen Fernández |                                |             |

| Decathlon-AG2R La Mondiale DAT               | Decathlon-AG2R La Mondiale DAT | Decathlon-AG2R La Mondiale DAT |
| -------------------------------------------- | ------------------------------ | ------------------------------ |
| #                                            | Cyklist                        | Placering                      |
| 41                                           | Oliver Naesen (BEL)            | 78.                            |
| 42                                           | Bastien Tronchon (FRA)         | 151.                           |
| 43                                           | Sander De Pestel (BEL)         | 95.                            |
| 44                                           | Pierre Gautherat (FRA)         | 52.                            |
| 45                                           | Tord Gudmestad (NOR)           | 54.                            |
| 46                                           | Victor Lafay (FRA)             | 34.                            |
| 47                                           | Aurélien Paret-Peintre (FRA)   | 150.                           |
| Sportchef : Nicolas Guillé, Artūras Kasputis |                                |                                |

| EF Education-EasyPost EFE                   | EF Education-EasyPost EFE   | EF Education-EasyPost EFE |
| ------------------------------------------- | --------------------------- | ------------------------- |
| #                                           | Cyklist                     | Placering                 |
| 51                                          | Neilson Powless (USA)       | 37.                       |
| 52                                          | Vincenzo Albanese (ITA)     | 27.                       |
| 53                                          | Mikkel Frølich Honoré (DEN) | 17.                       |
| 54                                          | Alastair MacKellar (AUS)    | 154.                      |
| 55                                          | Madis Mihkels (EST)         | 66.                       |
| 56                                          | Harry Sweeny (AUS)          | 89.                       |
| 57                                          | Max Walker (GBR)            | 128.                      |
| Sportchef : Andreas Klier, Charles Wegelius |                             |                           |

| Groupama-FDJ GFC             | Groupama-FDJ GFC               | Groupama-FDJ GFC |
| ---------------------------- | ------------------------------ | ---------------- |
| #                            | Cyklist                        | Placering        |
| 61                           | Romain Grégoire (FRA)          | 30.              |
| 62                           | Lewis Askey (GBR)              | 137.             |
| 63                           | Sven Erik Bystrøm (NOR)        | 94.              |
| 64                           | Kevin Geniets (LUX) (landsväg) | 86.              |
| 65                           | Thibaud Gruel (FRA)            | 97.              |
| 66                           | Quentin Pacher (FRA)           | 29.              |
| 67                           | Clément Russo (FRA)            | 136.             |
| Sportchef : Philippe Mauduit |                                |                  |

| Ineos Grenadiers IGD       | Ineos Grenadiers IGD | Ineos Grenadiers IGD |
| -------------------------- | -------------------- | -------------------- |
| #                          | Cyklist              | Placering            |
| 71                         | Filippo Ganna (ITA)  | 2.                   |
| 72                         | Tobias Foss (NOR)    | 43.                  |
| 73                         | Axel Laurance (FRA)  | 44.                  |
| 74                         | Ben Swift (GBR)      | 130.                 |
| 75                         | Connor Swift (GBR)   | 132.                 |
| 76                         | Geraint Thomas (GBR) | 110.                 |
| 77                         | Ben Turner (GBR)     | 157.                 |
| Sportchef : Oliver Cookson |                      |                      |

| Intermarché-Wanty IWA                  | Intermarché-Wanty IWA    | Intermarché-Wanty IWA |
| -------------------------------------- | ------------------------ | --------------------- |
| #                                      | Cyklist                  | Placering             |
| 81                                     | Biniam Girmay (ERI)      | 14.                   |
| 82                                     | Francesco Busatto (ITA)  | 58.                   |
| 83                                     | Tom Paquot (BEL)         | 166.                  |
| 84                                     | Laurenz Rex (BEL)        | 162.                  |
| 85                                     | Jonas Rutsch (GER)       | 38.                   |
| 86                                     | Luca Van Boven (BEL)     | 53.                   |
| 87                                     | Taco van der Hoorn (NED) | 139.                  |
| Sportchef : Bart Wellens, Aike Visbeek |                          |                       |

| Israel-Premier Tech IPT                  | Israel-Premier Tech IPT | Israel-Premier Tech IPT |
| ---------------------------------------- | ----------------------- | ----------------------- |
| #                                        | Cyklist                 | Placering               |
| 91                                       | Simon Clarke (AUS)      | DNS                     |
| 92                                       | Pier-André Côté (CAN)   | 98.                     |
| 93                                       | Marco Frigo (ITA)       | 112.                    |
| 94                                       | Jakob Fuglsang (DEN)    | 83.                     |
| 95                                       | Matis Louvel (FRA)      | 51.                     |
| 96                                       | Jake Stewart (GBR)      | 92.                     |
| 97                                       | Corbin Strong (NZL)     | 12.                     |
| Sportchef : Sam Bewley, Francesco Frassi |                         |                         |

| Lidl-Trek LTK                           | Lidl-Trek LTK        | Lidl-Trek LTK |
| --------------------------------------- | -------------------- | ------------- |
| #                                       | Cyklist              | Placering     |
| 101                                     | Jasper Stuyven (BEL) | 23.           |
| 102                                     | Giulio Ciccone (ITA) | 47.           |
| 103                                     | Andrea Bagioli (ITA) | 119.          |
| 104                                     | Alex Kirsch (LUX)    | 46.           |
| 105                                     | Jonathan Milan (ITA) | 81.           |
| 106                                     | Jacopo Mosca (ITA)   | 120.          |
| 107                                     | Mads Pedersen (DEN)  | 7.            |
| Sportchef : Kim Andersen, Adriano Baffi |                      |               |

| Lotto LOT                                    | Lotto LOT                  | Lotto LOT |
| -------------------------------------------- | -------------------------- | --------- |
| #                                            | Cyklist                    | Placering |
| 111                                          | Jenno Berckmoes (BEL)      | 60.       |
| 112                                          | Cedric Beullens (BEL)      | DNS       |
| 113                                          | Jarrad Drizners (AUS)      | 149.      |
| 114                                          | Joshua Giddings (GBR)      | 148.      |
| 115                                          | Sébastien Grignard (BEL)   | 103.      |
| 116                                          | Arjen Livyns (BEL)         | 25.       |
| 117                                          | Baptiste Veistroffer (FRA) | 114.      |
| Sportchef : Nikolas Maes, Kurt Van De Wouwer |                            |           |

| Movistar Team MOV        | Movistar Team MOV         | Movistar Team MOV |
| ------------------------ | ------------------------- | ----------------- |
| #                        | Cyklist                   | Placering         |
| 121                      | Iván García Cortina (ESP) | 21.               |
| 122                      | Orluis Aular (VEN)        | 28.               |
| 123                      | Jon Barrenetxea (ESP)     | 20.               |
| 124                      | Carlos Canal (ESP)        | 31.               |
| 125                      | Lorenzo Milesi (ITA)      | 65.               |
| 126                      | Gonzalo Serrano (ESP)     | 62.               |
| 127                      | Manlio Moro (ITA)         | 142.              |
| Sportchef : Max Sciandri |                           |                   |

| Q36.5 Pro Cycling Team Q36                     | Q36.5 Pro Cycling Team Q36     | Q36.5 Pro Cycling Team Q36 |
| ---------------------------------------------- | ------------------------------ | -------------------------- |
| #                                              | Cyklist                        | Placering                  |
| 131                                            | Tom Pidcock (GBR)              | 40.                        |
| 132                                            | Xabier Azparren (ESP)          | 144.                       |
| 133                                            | Fabio Christen (SUI)           | 63.                        |
| 134                                            | Mark Donovan (GBR)             | 105.                       |
| 135                                            | Emīls Liepiņš (LAT) (landsväg) | 126.                       |
| 136                                            | Milan Vader (NED)              | 96.                        |
| 137                                            | Nickolas Zukowsky (CAN)        | 71.                        |
| Sportchef : Gabriele Missaglia, Alex Sans Vega |                                |                            |

| Red Bull-Bora-Hansgrohe RBH                   | Red Bull-Bora-Hansgrohe RBH | Red Bull-Bora-Hansgrohe RBH |
| --------------------------------------------- | --------------------------- | --------------------------- |
| #                                             | Cyklist                     | Placering                   |
| 141                                           | Maxim Van Gils (BEL)        | 19.                         |
| 142                                           | Roger Adrià (ESP)           | 24.                         |
| 143                                           | Filip Maciejuk (POL)        | 159.                        |
| 144                                           | Gianni Moscon (ITA)         | 99.                         |
| 145                                           | Ryan Mullen (IRL)           | 156.                        |
| 146                                           | Laurence Pithie (NZL)       | 48.                         |
| 147                                           | Danny van Poppel (NED)      | 141.                        |
| Sportchef : Bernhard Eisel, Enrico Gasparotto |                             |                             |

| Team Solution Tech-Vini Fantini TFT | Team Solution Tech-Vini Fantini TFT | Team Solution Tech-Vini Fantini TFT |
| ----------------------------------- | ----------------------------------- | ----------------------------------- |
| #                                   | Cyklist                             | Placering                           |
| 151                                 | Kristian Sbaragli (ITA)             | 138.                                |
| 152                                 | Felix James Meo (NZL)               | 168.                                |
| 153                                 | Roberto González (PAN)              | 102.                                |
| 154                                 | Tommaso Nencini (ITA)               | DNF                                 |
| 155                                 | Dušan Rajović (SRB)                 | 61.                                 |
| 156                                 | Mark Stewart (GBR)                  | 152.                                |
| 157                                 | Kyrylo Tsarenko (UKR)               | 79.                                 |
| Sportchef : Serge Parsani           |                                     |                                     |

| Soudal Quick-Step SOQ                        | Soudal Quick-Step SOQ       | Soudal Quick-Step SOQ |
| -------------------------------------------- | --------------------------- | --------------------- |
| #                                            | Cyklist                     | Placering             |
| 161                                          | Maximilian Schachmann (GER) | 33.                   |
| 162                                          | Ayco Bastiaens (BEL)        | 147.                  |
| 163                                          | Mattia Cattaneo (ITA)       | 88.                   |
| 164                                          | Josef Černý (CZE)           | 129.                  |
| 165                                          | Casper Pedersen (DEN)       | 26.                   |
| 166                                          | Pepijn Reinderink (NED)     | 107.                  |
| 167                                          | Martin Svrček (SVK)         | DNF                   |
| Sportchef : Davide Bramati, Wilfried Peeters |                             |                       |

| Team Jayco AlUla JAY                    | Team Jayco AlUla JAY          | Team Jayco AlUla JAY |
| --------------------------------------- | ----------------------------- | -------------------- |
| #                                       | Cyklist                       | Placering            |
| 171                                     | Michael Matthews (AUS)        | 4.                   |
| 172                                     | Davide De Pretto (ITA)        | 74.                  |
| 173                                     | Felix Engelhardt (GER)        | 153.                 |
| 174                                     | Patrick Gamper (AUT)          | 155.                 |
| 175                                     | Mauro Schmid (SUI) (landsväg) | 32.                  |
| 176                                     | Jasha Sütterlin (GER)         | 115.                 |
| 177                                     | Filippo Zana (ITA)            | 49.                  |
| Sportchef : Mathew Hayman, Valerio Piva |                               |                      |

| Team Picnic-PostNL TPP      | Team Picnic-PostNL TPP | Team Picnic-PostNL TPP |
| --------------------------- | ---------------------- | ---------------------- |
| #                           | Cyklist                | Placering              |
| 181                         | John Degenkolb (GER)   | 64.                    |
| 182                         | Warren Barguil (FRA)   | 84.                    |
| 183                         | Romain Combaud (FRA)   | 131.                   |
| 184                         | Sean Flynn (GBR)       | 93.                    |
| 185                         | Chris Hamilton (AUS)   | 91.                    |
| 186                         | Bjoern Koerdt (GBR)    | 90.                    |
| 187                         | Kevin Vermaerke (USA)  | 76.                    |
| Sportchef : Matthew Winston |                        |                        |

| Team Visma \| Lease a Bike TVL           | Team Visma \| Lease a Bike TVL | Team Visma \| Lease a Bike TVL |
| ---------------------------------------- | ------------------------------ | ------------------------------ |
| #                                        | Cyklist                        | Placering                      |
| 191                                      | Olav Kooij (NED)               | 8.                             |
| 192                                      | Victor Campenaerts (BEL)       | 87.                            |
| 193                                      | Daniel McLay (GBR)             | 146.                           |
| 194                                      | Ben Tulett (GBR)               | 16.                            |
| 195                                      | Attila Valter (HUN) (landsväg) | 35.                            |
| 196                                      | Tosh Van der Sande (BEL)       | 145.                           |
| 197                                      | Axel Zingle (FRA)              | 109.                           |
| Sportchef : Addy Engels, Maarten Wynants |                                |                                |

| Tudor Pro Cycling Team TUD                | Tudor Pro Cycling Team TUD     | Tudor Pro Cycling Team TUD |
| ----------------------------------------- | ------------------------------ | -------------------------- |
| #                                         | Cyklist                        | Placering                  |
| 201                                       | Julian Alaphilippe (FRA)       | 42.                        |
| 202                                       | Marco Brenner (GER) (landsväg) | 127.                       |
| 203                                       | Marco Haller (AUT)             | 72.                        |
| 204                                       | Alexander Krieger (GER)        | 165.                       |
| 205                                       | Fabian Lienhard (SUI)          | 133.                       |
| 206                                       | Rick Pluimers (NED)            | 36.                        |
| 207                                       | Matteo Trentin (ITA)           | 9.                         |
| Sportchef : Matteo Tosatto, Claudio Cozzi |                                |                            |

| UAE Team Emirates XRG UAD                  | UAE Team Emirates XRG UAD         | UAE Team Emirates XRG UAD |
| ------------------------------------------ | --------------------------------- | ------------------------- |
| #                                          | Cyklist                           | Placering                 |
| 211                                        | Tadej Pogačar (SLO) (landsväg)    | 3.                        |
| 212                                        | Isaac Del Toro (MEX)              | 13.                       |
| 213                                        | Vegard Stake Laengen (NOR)        | 169.                      |
| 214                                        | Jhonatan Narváez (ECU) (landsväg) | 85.                       |
| 215                                        | Domen Novak (SLO) (landsväg)      | DNF                       |
| 216                                        | Nils Politt (GER)                 | 134.                      |
| 217                                        | Tim Wellens (BEL)                 | 106.                      |
| Sportchef : Andrej Hauptman, Marco Marzano |                                   |                           |

| Uno-X Mobility UXM        | Uno-X Mobility UXM                | Uno-X Mobility UXM |
| ------------------------- | --------------------------------- | ------------------ |
| #                         | Cyklist                           | Placering          |
| 221                       | Magnus Cort (DEN)                 | 6.                 |
| 222                       | Jonas Abrahamsen (NOR)            | 135.               |
| 223                       | Fredrik Dversnes (NOR)            | 56.                |
| 224                       | Markus Hoelgaard (NOR) (landsväg) | 59.                |
| 225                       | Anders Halland Johannessen (NOR)  | 117.               |
| 226                       | Tobias Halland Johannessen (NOR)  | 39.                |
| 227                       | Anders Skaarseth (NOR)            | 122.               |
| Sportchef : Gabriel Rasch |                                   |                    |

| VF Group-Bardiani CSF-Faizanè VBF                | VF Group-Bardiani CSF-Faizanè VBF | VF Group-Bardiani CSF-Faizanè VBF |
| ------------------------------------------------ | --------------------------------- | --------------------------------- |
| #                                                | Cyklist                           | Placering                         |
| 231                                              | Filippo Fiorelli (ITA)            | 69.                               |
| 232                                              | Martin Marcellusi (ITA)           | 124.                              |
| 233                                              | Alessio Martinelli (ITA)          | 113.                              |
| 234                                              | Luca Paletti (ITA)                | 111.                              |
| 235                                              | Vicente Rojas (CHI)               | 77.                               |
| 236                                              | Manuele Tarozzi (ITA)             | 101.                              |
| 237                                              | Filippo Turconi (ITA)             | 161.                              |
| Sportchef : Alessandro Donati, Roberto Reverberi |                                   |                                   |

| XDS Astana Team XAT                         | XDS Astana Team XAT              | XDS Astana Team XAT |
| ------------------------------------------- | -------------------------------- | ------------------- |
| #                                           | Cyklist                          | Placering           |
| 241                                         | Alberto Bettiol (ITA) (landsväg) | 57.                 |
| 242                                         | Davide Ballerini (ITA)           | 55.                 |
| 243                                         | Yevgeniy Fedorov (KAZ)           | 68.                 |
| 244                                         | Mike Teunissen (NED)             | 11.                 |
| 245                                         | Diego Ulissi (ITA)               | 67.                 |
| 246                                         | Simone Velasco (ITA)             | 22.                 |
| 247                                         | Nicolas Vinokurov (KAZ)          | 143.                |
| Sportchef : Alexandr Shefer, Stefano Zanini |                                  |                     |

| Alpecin-Deceuninck ADC                            | Alpecin-Deceuninck ADC     | Alpecin-Deceuninck ADC |
| ------------------------------------------------- | -------------------------- | ---------------------- |
| #                                                 | Cyklist                    | Placering              |
| 1                                                 | Jasper Philipsen (BEL)     | 163.                   |
| 2                                                 | Silvan Dillier (SUI)       | DNF                    |
| 3                                                 | Kaden Groves (AUS)         | 5.                     |
| 4                                                 | Quinten Hermans (BEL)      | 45.                    |
| 5                                                 | Xandro Meurisse (BEL)      | 140.                   |
| 6                                                 | Oscar Riesebeek (NED)      | 167.                   |
| 7                                                 | Mathieu van der Poel (NED) | 1.                     |
| Sportchef : Christoph Roodhooft, Frederik Willems |                            |                        |

| Arkéa-B&B Hotels ARK                         | Arkéa-B&B Hotels ARK     | Arkéa-B&B Hotels ARK |
| -------------------------------------------- | ------------------------ | -------------------- |
| #                                            | Cyklist                  | Placering            |
| 11                                           | Kévin Vauquelin (FRA)    | 41.                  |
| 12                                           | Anthony Delaplace (FRA)  | 75.                  |
| 13                                           | Raúl García Pierna (ESP) | 82.                  |
| 14                                           | Thibault Guernalec (FRA) | 70.                  |
| 15                                           | Victor Guernalec (FRA)   | 104.                 |
| 16                                           | Mathis Le Berre (FRA)    | 158.                 |
| 17                                           | Alessandro Verre (ITA)   | 160.                 |
| Sportchef : Sébastien Hinault, Yvon Ledanois |                          |                      |

| Bahrain Victorious TBV                         | Bahrain Victorious TBV  | Bahrain Victorious TBV |
| ---------------------------------------------- | ----------------------- | ---------------------- |
| #                                              | Cyklist                 | Placering              |
| 21                                             | Matej Mohorič (SLO)     | 100.                   |
| 22                                             | Damiano Caruso (ITA)    | 80.                    |
| 23                                             | Kamil Gradek (POL)      | 123.                   |
| 24                                             | Andrea Pasqualon (ITA)  | 108.                   |
| 25                                             | Robert Stannard (AUS)   | 50.                    |
| 26                                             | Fred Wright (GBR)       | 10.                    |
| 27                                             | Edoardo Zambanini (ITA) | 18.                    |
| Sportchef : Franco Pellizotti, Sonny Colbrelli |                         |                        |

| Cofidis COF                                   | Cofidis COF                    | Cofidis COF |
| --------------------------------------------- | ------------------------------ | ----------- |
| #                                             | Cyklist                        | Placering   |
| 31                                            | Alex Aranburu (ESP) (landsväg) | 15.         |
| 32                                            | Jonathan Lastra (ESP)          | 73.         |
| 33                                            | Jan Maas (NED)                 | 118.        |
| 34                                            | Nolann Mahoudo (FRA)           | 121.        |
| 35                                            | Paul Ourselin (FRA)            | 116.        |
| 36                                            | Sergio Samitier (ESP)          | 125.        |
| 37                                            | Damien Touzé (FRA)             | 164.        |
| Sportchef : Roberto Damiani, Bingen Fernández |                                |             |

| Decathlon-AG2R La Mondiale DAT               | Decathlon-AG2R La Mondiale DAT | Decathlon-AG2R La Mondiale DAT |
| -------------------------------------------- | ------------------------------ | ------------------------------ |
| #                                            | Cyklist                        | Placering                      |
| 41                                           | Oliver Naesen (BEL)            | 78.                            |
| 42                                           | Bastien Tronchon (FRA)         | 151.                           |
| 43                                           | Sander De Pestel (BEL)         | 95.                            |
| 44                                           | Pierre Gautherat (FRA)         | 52.                            |
| 45                                           | Tord Gudmestad (NOR)           | 54.                            |
| 46                                           | Victor Lafay (FRA)             | 34.                            |
| 47                                           | Aurélien Paret-Peintre (FRA)   | 150.                           |
| Sportchef : Nicolas Guillé, Artūras Kasputis |                                |                                |

| EF Education-EasyPost EFE                   | EF Education-EasyPost EFE   | EF Education-EasyPost EFE |
| ------------------------------------------- | --------------------------- | ------------------------- |
| #                                           | Cyklist                     | Placering                 |
| 51                                          | Neilson Powless (USA)       | 37.                       |
| 52                                          | Vincenzo Albanese (ITA)     | 27.                       |
| 53                                          | Mikkel Frølich Honoré (DEN) | 17.                       |
| 54                                          | Alastair MacKellar (AUS)    | 154.                      |
| 55                                          | Madis Mihkels (EST)         | 66.                       |
| 56                                          | Harry Sweeny (AUS)          | 89.                       |
| 57                                          | Max Walker (GBR)            | 128.                      |
| Sportchef : Andreas Klier, Charles Wegelius |                             |                           |

| Groupama-FDJ GFC             | Groupama-FDJ GFC               | Groupama-FDJ GFC |
| ---------------------------- | ------------------------------ | ---------------- |
| #                            | Cyklist                        | Placering        |
| 61                           | Romain Grégoire (FRA)          | 30.              |
| 62                           | Lewis Askey (GBR)              | 137.             |
| 63                           | Sven Erik Bystrøm (NOR)        | 94.              |
| 64                           | Kevin Geniets (LUX) (landsväg) | 86.              |
| 65                           | Thibaud Gruel (FRA)            | 97.              |
| 66                           | Quentin Pacher (FRA)           | 29.              |
| 67                           | Clément Russo (FRA)            | 136.             |
| Sportchef : Philippe Mauduit |                                |                  |

| Ineos Grenadiers IGD       | Ineos Grenadiers IGD | Ineos Grenadiers IGD |
| -------------------------- | -------------------- | -------------------- |
| #                          | Cyklist              | Placering            |
| 71                         | Filippo Ganna (ITA)  | 2.                   |
| 72                         | Tobias Foss (NOR)    | 43.                  |
| 73                         | Axel Laurance (FRA)  | 44.                  |
| 74                         | Ben Swift (GBR)      | 130.                 |
| 75                         | Connor Swift (GBR)   | 132.                 |
| 76                         | Geraint Thomas (GBR) | 110.                 |
| 77                         | Ben Turner (GBR)     | 157.                 |
| Sportchef : Oliver Cookson |                      |                      |

| Intermarché-Wanty IWA                  | Intermarché-Wanty IWA    | Intermarché-Wanty IWA |
| -------------------------------------- | ------------------------ | --------------------- |
| #                                      | Cyklist                  | Placering             |
| 81                                     | Biniam Girmay (ERI)      | 14.                   |
| 82                                     | Francesco Busatto (ITA)  | 58.                   |
| 83                                     | Tom Paquot (BEL)         | 166.                  |
| 84                                     | Laurenz Rex (BEL)        | 162.                  |
| 85                                     | Jonas Rutsch (GER)       | 38.                   |
| 86                                     | Luca Van Boven (BEL)     | 53.                   |
| 87                                     | Taco van der Hoorn (NED) | 139.                  |
| Sportchef : Bart Wellens, Aike Visbeek |                          |                       |

| Israel-Premier Tech IPT                  | Israel-Premier Tech IPT | Israel-Premier Tech IPT |
| ---------------------------------------- | ----------------------- | ----------------------- |
| #                                        | Cyklist                 | Placering               |
| 91                                       | Simon Clarke (AUS)      | DNS                     |
| 92                                       | Pier-André Côté (CAN)   | 98.                     |
| 93                                       | Marco Frigo (ITA)       | 112.                    |
| 94                                       | Jakob Fuglsang (DEN)    | 83.                     |
| 95                                       | Matis Louvel (FRA)      | 51.                     |
| 96                                       | Jake Stewart (GBR)      | 92.                     |
| 97                                       | Corbin Strong (NZL)     | 12.                     |
| Sportchef : Sam Bewley, Francesco Frassi |                         |                         |

| Lidl-Trek LTK                           | Lidl-Trek LTK        | Lidl-Trek LTK |
| --------------------------------------- | -------------------- | ------------- |
| #                                       | Cyklist              | Placering     |
| 101                                     | Jasper Stuyven (BEL) | 23.           |
| 102                                     | Giulio Ciccone (ITA) | 47.           |
| 103                                     | Andrea Bagioli (ITA) | 119.          |
| 104                                     | Alex Kirsch (LUX)    | 46.           |
| 105                                     | Jonathan Milan (ITA) | 81.           |
| 106                                     | Jacopo Mosca (ITA)   | 120.          |
| 107                                     | Mads Pedersen (DEN)  | 7.            |
| Sportchef : Kim Andersen, Adriano Baffi |                      |               |

| Lotto LOT                                    | Lotto LOT                  | Lotto LOT |
| -------------------------------------------- | -------------------------- | --------- |
| #                                            | Cyklist                    | Placering |
| 111                                          | Jenno Berckmoes (BEL)      | 60.       |
| 112                                          | Cedric Beullens (BEL)      | DNS       |
| 113                                          | Jarrad Drizners (AUS)      | 149.      |
| 114                                          | Joshua Giddings (GBR)      | 148.      |
| 115                                          | Sébastien Grignard (BEL)   | 103.      |
| 116                                          | Arjen Livyns (BEL)         | 25.       |
| 117                                          | Baptiste Veistroffer (FRA) | 114.      |
| Sportchef : Nikolas Maes, Kurt Van De Wouwer |                            |           |

| Movistar Team MOV        | Movistar Team MOV         | Movistar Team MOV |
| ------------------------ | ------------------------- | ----------------- |
| #                        | Cyklist                   | Placering         |
| 121                      | Iván García Cortina (ESP) | 21.               |
| 122                      | Orluis Aular (VEN)        | 28.               |
| 123                      | Jon Barrenetxea (ESP)     | 20.               |
| 124                      | Carlos Canal (ESP)        | 31.               |
| 125                      | Lorenzo Milesi (ITA)      | 65.               |
| 126                      | Gonzalo Serrano (ESP)     | 62.               |
| 127                      | Manlio Moro (ITA)         | 142.              |
| Sportchef : Max Sciandri |                           |                   |

| Q36.5 Pro Cycling Team Q36                     | Q36.5 Pro Cycling Team Q36     | Q36.5 Pro Cycling Team Q36 |
| ---------------------------------------------- | ------------------------------ | -------------------------- |
| #                                              | Cyklist                        | Placering                  |
| 131                                            | Tom Pidcock (GBR)              | 40.                        |
| 132                                            | Xabier Azparren (ESP)          | 144.                       |
| 133                                            | Fabio Christen (SUI)           | 63.                        |
| 134                                            | Mark Donovan (GBR)             | 105.                       |
| 135                                            | Emīls Liepiņš (LAT) (landsväg) | 126.                       |
| 136                                            | Milan Vader (NED)              | 96.                        |
| 137                                            | Nickolas Zukowsky (CAN)        | 71.                        |
| Sportchef : Gabriele Missaglia, Alex Sans Vega |                                |                            |

| Red Bull-Bora-Hansgrohe RBH                   | Red Bull-Bora-Hansgrohe RBH | Red Bull-Bora-Hansgrohe RBH |
| --------------------------------------------- | --------------------------- | --------------------------- |
| #                                             | Cyklist                     | Placering                   |
| 141                                           | Maxim Van Gils (BEL)        | 19.                         |
| 142                                           | Roger Adrià (ESP)           | 24.                         |
| 143                                           | Filip Maciejuk (POL)        | 159.                        |
| 144                                           | Gianni Moscon (ITA)         | 99.                         |
| 145                                           | Ryan Mullen (IRL)           | 156.                        |
| 146                                           | Laurence Pithie (NZL)       | 48.                         |
| 147                                           | Danny van Poppel (NED)      | 141.                        |
| Sportchef : Bernhard Eisel, Enrico Gasparotto |                             |                             |

| Team Solution Tech-Vini Fantini TFT | Team Solution Tech-Vini Fantini TFT | Team Solution Tech-Vini Fantini TFT |
| ----------------------------------- | ----------------------------------- | ----------------------------------- |
| #                                   | Cyklist                             | Placering                           |
| 151                                 | Kristian Sbaragli (ITA)             | 138.                                |
| 152                                 | Felix James Meo (NZL)               | 168.                                |
| 153                                 | Roberto González (PAN)              | 102.                                |
| 154                                 | Tommaso Nencini (ITA)               | DNF                                 |
| 155                                 | Dušan Rajović (SRB)                 | 61.                                 |
| 156                                 | Mark Stewart (GBR)                  | 152.                                |
| 157                                 | Kyrylo Tsarenko (UKR)               | 79.                                 |
| Sportchef : Serge Parsani           |                                     |                                     |

| Soudal Quick-Step SOQ                        | Soudal Quick-Step SOQ       | Soudal Quick-Step SOQ |
| -------------------------------------------- | --------------------------- | --------------------- |
| #                                            | Cyklist                     | Placering             |
| 161                                          | Maximilian Schachmann (GER) | 33.                   |
| 162                                          | Ayco Bastiaens (BEL)        | 147.                  |
| 163                                          | Mattia Cattaneo (ITA)       | 88.                   |
| 164                                          | Josef Černý (CZE)           | 129.                  |
| 165                                          | Casper Pedersen (DEN)       | 26.                   |
| 166                                          | Pepijn Reinderink (NED)     | 107.                  |
| 167                                          | Martin Svrček (SVK)         | DNF                   |
| Sportchef : Davide Bramati, Wilfried Peeters |                             |                       |

| Team Jayco AlUla JAY                    | Team Jayco AlUla JAY          | Team Jayco AlUla JAY |
| --------------------------------------- | ----------------------------- | -------------------- |
| #                                       | Cyklist                       | Placering            |
| 171                                     | Michael Matthews (AUS)        | 4.                   |
| 172                                     | Davide De Pretto (ITA)        | 74.                  |
| 173                                     | Felix Engelhardt (GER)        | 153.                 |
| 174                                     | Patrick Gamper (AUT)          | 155.                 |
| 175                                     | Mauro Schmid (SUI) (landsväg) | 32.                  |
| 176                                     | Jasha Sütterlin (GER)         | 115.                 |
| 177                                     | Filippo Zana (ITA)            | 49.                  |
| Sportchef : Mathew Hayman, Valerio Piva |                               |                      |

| Team Picnic-PostNL TPP      | Team Picnic-PostNL TPP | Team Picnic-PostNL TPP |
| --------------------------- | ---------------------- | ---------------------- |
| #                           | Cyklist                | Placering              |
| 181                         | John Degenkolb (GER)   | 64.                    |
| 182                         | Warren Barguil (FRA)   | 84.                    |
| 183                         | Romain Combaud (FRA)   | 131.                   |
| 184                         | Sean Flynn (GBR)       | 93.                    |
| 185                         | Chris Hamilton (AUS)   | 91.                    |
| 186                         | Bjoern Koerdt (GBR)    | 90.                    |
| 187                         | Kevin Vermaerke (USA)  | 76.                    |
| Sportchef : Matthew Winston |                        |                        |

| Team Visma \| Lease a Bike TVL           | Team Visma \| Lease a Bike TVL | Team Visma \| Lease a Bike TVL |
| ---------------------------------------- | ------------------------------ | ------------------------------ |
| #                                        | Cyklist                        | Placering                      |
| 191                                      | Olav Kooij (NED)               | 8.                             |
| 192                                      | Victor Campenaerts (BEL)       | 87.                            |
| 193                                      | Daniel McLay (GBR)             | 146.                           |
| 194                                      | Ben Tulett (GBR)               | 16.                            |
| 195                                      | Attila Valter (HUN) (landsväg) | 35.                            |
| 196                                      | Tosh Van der Sande (BEL)       | 145.                           |
| 197                                      | Axel Zingle (FRA)              | 109.                           |
| Sportchef : Addy Engels, Maarten Wynants |                                |                                |

| Tudor Pro Cycling Team TUD                | Tudor Pro Cycling Team TUD     | Tudor Pro Cycling Team TUD |
| ----------------------------------------- | ------------------------------ | -------------------------- |
| #                                         | Cyklist                        | Placering                  |
| 201                                       | Julian Alaphilippe (FRA)       | 42.                        |
| 202                                       | Marco Brenner (GER) (landsväg) | 127.                       |
| 203                                       | Marco Haller (AUT)             | 72.                        |
| 204                                       | Alexander Krieger (GER)        | 165.                       |
| 205                                       | Fabian Lienhard (SUI)          | 133.                       |
| 206                                       | Rick Pluimers (NED)            | 36.                        |
| 207                                       | Matteo Trentin (ITA)           | 9.                         |
| Sportchef : Matteo Tosatto, Claudio Cozzi |                                |                            |

| UAE Team Emirates XRG UAD                  | UAE Team Emirates XRG UAD         | UAE Team Emirates XRG UAD |
| ------------------------------------------ | --------------------------------- | ------------------------- |
| #                                          | Cyklist                           | Placering                 |
| 211                                        | Tadej Pogačar (SLO) (landsväg)    | 3.                        |
| 212                                        | Isaac Del Toro (MEX)              | 13.                       |
| 213                                        | Vegard Stake Laengen (NOR)        | 169.                      |
| 214                                        | Jhonatan Narváez (ECU) (landsväg) | 85.                       |
| 215                                        | Domen Novak (SLO) (landsväg)      | DNF                       |
| 216                                        | Nils Politt (GER)                 | 134.                      |
| 217                                        | Tim Wellens (BEL)                 | 106.                      |
| Sportchef : Andrej Hauptman, Marco Marzano |                                   |                           |

| Uno-X Mobility UXM        | Uno-X Mobility UXM                | Uno-X Mobility UXM |
| ------------------------- | --------------------------------- | ------------------ |
| #                         | Cyklist                           | Placering          |
| 221                       | Magnus Cort (DEN)                 | 6.                 |
| 222                       | Jonas Abrahamsen (NOR)            | 135.               |
| 223                       | Fredrik Dversnes (NOR)            | 56.                |
| 224                       | Markus Hoelgaard (NOR) (landsväg) | 59.                |
| 225                       | Anders Halland Johannessen (NOR)  | 117.               |
| 226                       | Tobias Halland Johannessen (NOR)  | 39.                |
| 227                       | Anders Skaarseth (NOR)            | 122.               |
| Sportchef : Gabriel Rasch |                                   |                    |

| VF Group-Bardiani CSF-Faizanè VBF                | VF Group-Bardiani CSF-Faizanè VBF | VF Group-Bardiani CSF-Faizanè VBF |
| ------------------------------------------------ | --------------------------------- | --------------------------------- |
| #                                                | Cyklist                           | Placering                         |
| 231                                              | Filippo Fiorelli (ITA)            | 69.                               |
| 232                                              | Martin Marcellusi (ITA)           | 124.                              |
| 233                                              | Alessio Martinelli (ITA)          | 113.                              |
| 234                                              | Luca Paletti (ITA)                | 111.                              |
| 235                                              | Vicente Rojas (CHI)               | 77.                               |
| 236                                              | Manuele Tarozzi (ITA)             | 101.                              |
| 237                                              | Filippo Turconi (ITA)             | 161.                              |
| Sportchef : Alessandro Donati, Roberto Reverberi |                                   |                                   |

| XDS Astana Team XAT                         | XDS Astana Team XAT              | XDS Astana Team XAT |
| ------------------------------------------- | -------------------------------- | ------------------- |
| #                                           | Cyklist                          | Placering           |
| 241                                         | Alberto Bettiol (ITA) (landsväg) | 57.                 |
| 242                                         | Davide Ballerini (ITA)           | 55.                 |
| 243                                         | Yevgeniy Fedorov (KAZ)           | 68.                 |
| 244                                         | Mike Teunissen (NED)             | 11.                 |
| 245                                         | Diego Ulissi (ITA)               | 67.                 |
| 246                                         | Simone Velasco (ITA)             | 22.                 |
| 247                                         | Nicolas Vinokurov (KAZ)          | 143.                |
| Sportchef : Alexandr Shefer, Stefano Zanini |                                  |                     |

Förklaringar
DNF = Fullföljde inte, OTL = Utanför tidsgränsen, DNS = Startade inte, DSQ = Diskvalificerad